# Собор Покрова Пресвятой Богородицы (Камышлов)
Собор Покрова Пресвятой Богородицы — православный храм в городе Камышлове Свердловской области.

## История
Здание первого храма было деревянным, построенным на месте Камышевского острога. В 1816—1817 годах оно было перенесено на городское кладбище и в 1821 году началось строительство каменного капительного здания. Двухэтажной собор имел 6 алтарей, по три на каждом этаже. На нижнем ярусе центральный во имя Покрова Пресвятой Богородицы, придельные, правый во имя трёх святителей Василия Великаго, Григория Богослова и Иоанна Златоустаго, левый во имя великомученицы Екатерины. На верхнем центральный во имя всемилостивого Спаса, правый во имя святого Тихона Амафунтского, левый во имя преподобных Зосимы и Савватия Соловецких.
В 1833 году обрушился потолок верхнего этажа и до 1854 года были приостановлены богослужения. Средняя часть здания была разобрана до основания, перестроена и расширена в 1855—1856 годах. На верхнем этаже оставлен только один алтарь во имя Тихона Амафунтского.
Изначально в состав прихода входил город и все окрестные поселения, позднее с образованием самостоятельны приходов они отделились, в том числе и часть города со строительством Церкви во имя Александра Невского. Конечный состав прихода: улицы Крайняя, Шиповаловская, Торговая, Соборная и Набережная; деревни Кокшарова, Миткина, Леготина, Насонова и Бараба. Число прихожан немного меньше 2300 человек. Причт состоял из протоиерея, двух священников, двух диаконов и трёх псаломщиков. С 1891 года при соборе работала церковно-приходская школа, а также с 1882 года школа грамоты в деревне Кокшаровой.
С 1920 года на соборной плащади отмечался праздник первого мая. В 1932 году здание закрыто. Возвращено РПЦ и повторно освящено в 1990 году.
Постановлением Правительства Свердловской области № 207-ПП от 10 марта 2011 года присвоен статус памятника архитектуры регионального значения.

## Архитектура
Храм поставлен на возвышенности над речкой Камышловкой при въезде в город с запада, обладает выразительным силуэтом. Каменный двухэтажный собор сооружён «кораблём». По одной оси, уступами, — алтарь, храм, трапезная с притвором и колокольней. Продолжением служит выступающий вперёд дополнительный притвор. Едины основные членения, а также элементы декора (междуэтажный и венчающий карнизы, одинарные нижние и спаренные верхние пилястры, наличника с «разрезными» фронтонами). Венчающие части отличаются разнообразием.
Одноэтажному, пятигранной формы алтарю придан аттик с главкой. Аттик, только наделённый посередине люкарной и килевидным кокошником, имеет и храмовый объём, увенчание которого представляет купол пологих очертаний с пятью луковичными главками на кокошниках и барабанах. Особенно интересна колокольня. Первый ярус её — четырёхгранник с тройными окнами, вместе со своими обрамлениями «утопленными» в стене, карнизом и «ширинчатым» аттиком. По углам яруса — подобия диагональных контрфорсов; на них насажены главки. Над арками звона — треугольные щипцы, усечённый шатёр и короткий шпиль, барабан которого весьма насыщен украшениями.
Собор выделяется целостностью композиционного построения и живописностью завершения. Принадлежит к русско-византийскому стилю.